# Шевальов Євген Олександрович
Євге́н Олекса́ндрович Шевальо́в (21 січня (3 лютого) 1878, Одеса, Російська імперія — 18 травня 1946, Одеса, УРСР, СРСР) — український радянський психіатр, організатор медицини, педагог та популяризатор психоаналізу. В роки Другої світової війни очолював Одеську обласну психіатричну лікарню і зміг запобігти розстрілу кількох сотень пацієнтів. За порятунок євреїв в стінах лікарні удостоєний звання "Праведника народів світу". 

## Біографія
Є. О. Шевальов народився в Одесі. Був молодшою, п'ятою дитиною службовця міської управи Олександра Шевальова та доньки бесарабського дворянина Віри Шимановської. Навчався у Рішельєвській гімназії. Закінчив  медичний факультет Новоросійського університету (1906) та ординатуру ординатуру при кафедрі нервових та душевних захворювань (1910).
З 1911 року працював у Санкт-Петербурзі. Під керівництвом академіка В. М. Бехтерєва захистив дисертацію з рефлексології. Надалі працював ординатором і старшим лікарем у психіатричних закладах Петрограду, викладав у Жіночому медінституті.
З 1919 року наукова, педагогічна та лікарська діяльність були пов'язані з Одесою. З 1920 року — приват-доцент по кафедрі гістології медичного факультету Одеського університету. 
З 1922 року очолював кафедру психології Одеського інституту народної освіти (ОІНО). Домігся викладання психології на всіх факультетах ОІНО.
У 1923-1946 роках — завідувач кафедри психіатрії Одеського медичного інституту.
Ініціював відкриття психіатричної клініки Одеського медичного інституту (1927) — передового на той час закладу на 50 місць з лабораторією, бібліотекою, навчальними кімнатами для студентів. Керував відділеннями для невротиків Куяльницького і, з 1923 року, Лермонтовського курортів в Одесі. 
У 1923 році він заснував Наукові збори співробітників кафедри психіатрії, психологічної лабораторії Одеського медичного інституту і лікарів Одеської психіатричної лікарні.  
На основі цих зборів у 1926 році було утворене Товариство нормальної і патологічної рефлексології, психології та педології імені академіка В. М. Бехтерєва, головою якого був Євген Олександрович. Загалом за 9 років існування зібрань (1923-1932) тут було проведено не менше 129 виступів та дискусій з питань патопсихології, рефлексології, а також популярних у 1920-і роки психоаналізу та педології . Завдяки цьому зібрання профільних спеціалістів стали одним із центрів інтелектуального життя Одеси. 
У 1939 році Євген Шевальов здобув науковий ступінь доктора медичних наук, а у 1940 році —  вчене звання професора.
Під час німецько-румунської окупації Одеси (1941—1944 років) вимушено лишився в місті і на прохання колективу очолив психіатричну лікарню. З жовтня по грудень 1941 року заклад не отримував фінансування, а військова адміністрація вимагала організувати збір пацієнтів для розстрілу. Євген Шевальов не піддався на тиск і зміг організувати збір продуктів для пацієнтів. Таким чином, в Одесі вдалося уникнути масової страти пацієнтів, як це відбулося у психіатричних закладах Києва (Кирилівська психіатрична лікарня), Вінниці, Херсона, Миколаєва, Кишинева та інших міст. З початку 1942 року Шевальов домігся часткового поновлення фінансування закладу. 
Окрім врятованих пацієнтів, кількість яких могла сягати 600-650 осіб, Євген Шевальов та його довірені особи, лікар Клавдія Пулко, медсестра Мартинова і молодший син Андрій, вдалися до підробки медичних документів, щоб переховати в лікарні близько 20 здорових євреїв. За порятунок людей інститут Яд Вашем у 2001 надав Євгену Шевальова та його сину Андрію Шевальову  звання "Праведник народів світу" (№9302).
Після деокупації Одеси Євген Шевальов продовжив керувати кафедрою та клінікою психіатрії Одеського медінституту. Помер 18 травня 1946 року. Похований на Другому християнському кладовищі.

## Наукова діяльність
Протягом 35 років  наукової та практичної діяльності Євген Шевальов дослідив широкий спектр питань психопатології, терапії неврозів, діагностики та психіатричної етики. Бібліографія вченого нараховує 99 праць . За життя вченого була опублікована лише частина з них. Решта зберігається в музеї Одеської обласної психіатричної лікарні №1 у вигляді рукописів.
В дослідницькій діяльності Євгена Шевальова можна виокремити кілька етапів. 
З 1911 по 1918 роки він був сфокусований на питаннях нейрофізіології. Зокрема, підготував найбільш повний на той час в російськомовній літературі огляд досліджень міоклонії, доповнений власними спостереженнями (1917).
У 1923-1936 роках Шевальов поєднував одразу кілька напрямів: рефлексологічні дослідження, питання терапії неврозів, огляди робіт європейських психіатрів. Для робіт цього періоду характерний інтерес до внутрішнього світу пацієнта, поєднання суто психіатричного підходу з психоаналітичним та філософським поглядом. Деякі з робіт активно цитуються сучасними дослідниками: 
- "Про психічну місткість" (1925)[5]
- "Про спротив психозу" (1927)[6]
- "Роль психічної активності у душевних захворюваннях" (1927)[7]
- "Душевно-хворий як соціальна особистість" (1928) [8]
- "Про паралогічне мислення"[9][10] (1930)
- "Про психічний примітивізм" [11][12] (1934)
- "Про спізнілу реактивність" [13][14] (1935)
- "Про переживання хвороби" [15] (1936)

Натомість, знакова для Євгена Шевальова робота "Класифікація неврозів", що здобула широке визнання в СРСР, на сьогодні втратила свою актуальність.
З середини 1930-х років, у зв'язку із посиленням ідеологічного тиску, Євген Шевальов зосередився на питаннях психопатології та діагностики. Значну увагу він приділив феноменам маячення. Відомі такі роботи:
- "До питання про взаємозв'язок між галюцінаціями та маяченням" (у співавторстві з Ю.О. Перельмутером)[18] [19](1937)
- "Про затухання маячення"[20] [21](1938)
- "Про межі утворення маячення"[22] (1940)

Окремої уваги заслуговує остання крупна стаття Євгена Шевальова "Про роль морального фактору у психічних захворюваннях", яка розглядає цілий комплекс психіатричних та етичних питань і є своєрідним науковим заповітом вченого. Значна частина пізніх робіт Євгена Шевальова не була опублікованою через початок війни, хворобу та смерть вченого. На сьогодні завдяки роботі з архівами вдалося оцифрувати і викласти у публічний доступ 26 наукових статей. 

## Внесок у розвиток психоаналізу
Євген Шевальов ніколи не позиціонував себе як психоаналітик, однак активно використовував аналітичні методи в терапії неврозів, сприяв популяризації психоаналізу.
Як викладач і завідувач кафедри психіатрії Одеського медінституту, Шевальов зацікавив психоаналізом Якова Когана (1898-1960) та Абрама Халецького (1899-1974)  — крупних українських психоаналітиків 1920-х років. У 1925 році Шевальов написав передмову до першого російського перекладу "Дотепності та її відношення до несвідомого" З. Фрейда, який здійснив Коган.
Популяризації психоаналізу сприяла робота Наукових зібрань, які очолював Євген Шевальов. Саме тут відбулася презентація резонансних доповідей Абрама Халецького "Психоаналіз особистості та творчості Шевченка" та  "Психоаналіз і марксизм".
З початку 1930-х років психоаналіз в СРСР перебував під фактичною забороною. Втім, дослідники вбачають вплив психоаналітичних ідей та підходів у багатьох наукових роботах Євгена Шевальова: "Про психічну місткість" (1925), "Про паралогічне мислення" (1930),  "Про спізнілу реактивність"  (1935), "Протікання та наслідки реактивних станів, пов'язаних із травмою" (1937), "Про психогенії" (1941).

## Громадянська позиція
Євген Шевальов дотримувався ліберальних соціал-демократичних поглядів. Він виступав проти антисемітизму. Під час Одеського погрому Шевальов організував бригаду медиків для надання невідкладної медичної допомоги потерпілим євреям. 
Маючи російське коріння,  в період Українізації Шевальов читав лекції в Одеському медінституті українською мовою. Щоправда, відома лише одна його стаття, опублікована українською  -  "Про вплив процесів індукції на течію та характер асоціятивного експерименту" . 

Як психіатр Євген Шевальов дотримувався гуманістичних позицій. До початку масових репресій в СРСР він активно виступав проти бюрократизації психіатрії, шаблонні підходи до лікування і нечутливості до індивідуальних особливостей пацієнта. Зокрема, в статті " До питання про основні принципи сучасної терапії неврозів" (1932) він зазначав:
Не вже ми прагнемо побудови нових споруд та розподілу в них палат для того, щоб продовжувати штамповане, трафаретне, ще не продумане проведення мас через наші санаторії, інститути, поліклініки. Невже ми дійсно являємо собою, як часто кажуть, цей жахливий за своїм грубим механізмом заклад - кузню здоров'я.
Також Євген Шевальов критикував нерозбірливе застосування трудової терапії для реабілітації хворих і "апсихологізм" багатьох колег-психіатрів.

## Порятунок людей в роки окупації Одеси
Євгену Шевальову не вдалося евакуюватися з Одеси через важку хворобу дружини. Працівники Одеської обласної психіатричної лікарні попросили його очолити заклад. 16 жовтня 1941 року німецькі та румунські війська увійшли в Одесу. Вже в перші дні окупації лікарня була пограбована: солдати винесли майже всі продукти і розтрощили апаратуру. Військове командовання висунуло Євгену Шевальову ультиматум про необхідність сприяти розстрілу пацієнтів. 
Як зазначає дослідник Холокосту Анатолій Кардаш, окупанти здійснювали лише розстріли, тоді як доставити хворих на місце страти мали працівники закладів. Ями для тіл рили інші хворі. У випадках, коли адміністрація відмовлялася брати участь в розправі, лікарні припиняли фінансування і пацієнти помирали від голоду.
Євген Шевальов відмовився співпрацювати з військовими, використовуючи блискуче знання німецької мови, апелляції до Бога і науки, знайомство з працями видатних німецьких психіатрів. В лікарні була проведена масова виписка пацієнтів. Речі загиблих вимінювалися на продукти у приміських селах. Молодший син Шевальова Андрій разом з лікарем Клавдією Пулко та медсестрою Мартиновою влаштовував рейди за продуктами на закинуті фабрики. У разі викриття їм загрожував розстріл. Попри такі заходи, частина пацієнтів померла від недоїдання і хвороб. Ситуація залишалася важкою до січня 1942 року, коли Євгену Шевальову вдалося домогтися поновлення фінансування закладу . Таким чином, були врятовані життя кількох сотень пацієнтів -  українців, росіян, євреїв, німців та представників інших національностей.
Вже у перший тиждень окупації нацисти стратили близько 25 тисяч євреїв. В листопаді почалися масові арести дорослих чоловіків єврейської національності. Решті з 10 січня 1942 року було наказано зібратися на території Слобідки, де було облаштоване єврейське гетто. Розуміючи невідворотність репресій, Євген Шевальов завів зфабриковані історії хвороб на своїх колег-євреїв, що працювали в лікарні. Зокрема, задокументований випадок порятунку швейцара Михайла Гершензона, який  протягом двох років імітував важку депресію. Окрім того, Андрій Шевальов підробив кілька десятків довідок домоуправлінь, що засвідчували "православне віросповідання" євреїв.  
В лікарні знайшли притулок і цілком сторонні люди. Дослідникам Леву та Лідії Думерам вдалося задокументувати спогади двох таких пацієнтів - Лілії Золотаревської та Вольфа Тендлера. Обидва були приятелями Андрія Шевальова. Загальна кількість врятованих могла перевищувати 20 осіб. Поіменно Думери вказують сімох осіб: Лілію Золотаревську, Вольфа Тендлера, Зіну Талесник, Геню Фуксман, Жанну Шнайдерман, Гітю Вексельман, Михайла Генршензона. 
Лілії Золотаревській випадково вдалося врятуватися під час розстрілу, що відбувся 22 березня 1942 року у селі Стадна Балка (район Раухівки, нині не існує). Вночі вона дісталася до лікарні, де чергував Андрій. Євген Шевальов оформив її під вигаданим ім'ям Лідії Прозорової. Протягом 2 років до звільнення Одеси (10 квітня 1944 року) вона мусила імітувати симптоми шизофренії і знаходилася у відділенні для буйних.
Вольф Тендлер знаходився в лікарні під справжніми документами. Він також імітував важку шизофренію: ні з ким не спілкувався, їв під столом або з підлоги, часто відмовлявся від їжі. І Тендлер, і Золотаревська імітували суїцидальну спробу. Така конспірація була необхідна через постійні перевірки лікарні, діяльність донощиків у колективі та постійний нагляд агентів Сігуранци, яка розмістилася на території лікарні . Останні підозрювали, що на території лікарні могли перебувати сторонні люди, зокрема партизани і розвідники. Втім, доказів цього так і не знайшли. За спогадами Андрія Шевальова, за 27 місяців окупації жоден з пацієнтів чи лікарів не загинув від рук військових.
Загалом період з 1942 по 1943 роки був відносно спокійним. Серед пацієнтів Євгена Шевальова виявилося багато румунів, а також місцевих німців і молдаван. Це забезпечувало лояльність влади. З початку 1944 року, у зв'язку із наступом Червоної армії в Одесу повернулися німецькі війська. Знову почався тиск з метою організувати розстріл пацієнтів. Останню спробу окупанти вчинили за день до звільнення Одеси - в неділю, 9 квітня 1944 року. Тоді військові зібрали у дворі лікарні як пацієнтів, так і медперсонал. Розстрілу завадила звістка про наближення радянських партизанів. Євген Шевальов у цей день був відсутній на роботі.

## Вшанування пам'яті
Обставини порятунку людей у стінах Одеської психіатричної лікарні №1 стали відомі широкому загалу лише у 1998 році завдяки дослідженням краєзнавця Леоніда Дусмана. Тоді ж історією зацікавився американський фонд Стівена Спілберга, який взяв у Андрія Шевальова 2-годинне інтерв'ю буквально за 2 тижні до його смерті.
Інтерес до наукової спадщини Євгена Шевальова відродився у 1999-2002 роках, коли кафедра психіатрії ОНМУ організовувала щорічні "Шевальовські читання". Наразі в Україні встановлена професійно-відомча медаль імені Є. О. Шевальова.
У 2024 році вулиця Лізи Чайкіної в Одесі була перейменована на часть Родини Шевальових.

## Гуманітарна спадщина
В дитинстві Євген Шевальов мріяв стати художником, однак із практичних міркувань обрав медичну освіту.  Навіть зробивши блискучу наукову кар'єру, Шевальов продовжував вважати своїм життєвим покликанням живопис та літературу.
У 1925 році пацієнткою Євгена Олександровича  була невиліковно хвора Ксенія  Садовська (1860-1925), адресат ранньої лірики  Олександра Блока. Після її смерті в руках Шевальова опинилися листи Блока до коханої. Будучи шанувальником творчості Блока, Євген Шевальов написав книгу "Перша любов О. Блока - Ксенія Михайлівна Садовська".
Згодом листи Блока були передані Євгеном Шевальовим донці Садовської Ірині. Вона передала їх в Інститут літератури СРСР, де вони чекали своїх дослідників і залишалися невідомими до 1972 року. Так само, функціонери Інституту літератури відхилили пропозицію  Володимира Шевальова про видання книги батька.  Її рукопис зберігається в архівах Одеської  національної наукової бібліотеки.
В останні роки життя Євген Шевальов зробив спробу систематизувати свій життєвий досвід і світогляд. Так з'явилися філософські цикли "Мимолітні думки",  "Вступ у філософію страдницького досвіду", "Релігійно-психологічні та релігійно-філософські нотатки", есеї "Про непотрібне", "Право Мрії", "Особисте". Праці пізнього Шевальова сповнені водночас і розчарування в суспільстві, і любові до вищих проявів людської думки - мистецтва, філософії та літератури.

## Родина
- Брат: Володимир Шевальов (1862-1914) — інженер-будівельник. За його розрахунками збудовані несівні конструкції та перекриття Нового ринку в Одесі. У 1913 році він розробляв конструктивний розділ Казанського вокзалу у Москві.
- Брат: Микола Шевальов (1864-1929) — інженер, брав активну участь у демократичному русі. Розробив перший в Російській імперії систематизований курс із техніки безпеки і охорони праці.
- Сестра: Клавдія Шевальова — педагог, брала участь в роботі дитячих таборів та артілей.
- Дружина: Яновська-Шевальова Євгенія Никодимівна (1883-1968) — лікар-педолог і психіатр. У 1919 році заснувала на дачі Шевальових (нині Французький бульвар, 20) дитячий дім для дітей з особливостями розумового розвитку "Жизнь". З 1923 по 1930 роки працювала лікарм-педологом Одеської дослідної станції. Боролася з безпритульністю дівчат-підлітків і створила для їх соціалізації дві трудові артілі. Чотири дослідження Яновської були опубліковані швейцарським неврологом Едуаром Клапареде у збірнику "Archives de Psychologie". З 1937 по 1948 рік працювала у Патофізіологічній лабораторії Одеського медінституту, досліджуючи питання ефективності лікування шизофренії. У 1956 році захистила кандидатську роботу "Деякі патофізіологічні механізми шизофренії та її активної терапії"[38].
- Син: Шевальов Володимир Євгенович (1910—1978) — офтальмолог, доктор  медичних наук, заслужений діяч науки УРСР, учень В. П. Філатова. Номінувався на звання "Праведник народів світу" за порятунок у лікаря-єврея Володимира Лєльчицького під час перебування у німецькому полоні[3].
- Син: Шевальов Андрій Євгенович (1919—1998) — доктор біологічних наук. У 1949-1968 роках завідував лабораторією фізіології Інституту очних хвороб ім. В. П. Філатова, захистив дві дисертації, присвячених лікуванню глаукоми. З 1964 року викладав в Одеському університеті біоніку, досліджував поведінку дельфінів. Засновник Тендрівської гідробіонічної станції (1968) та директор першого в СРСР дельфінарію в Батумі ((1974).  Один із засновників альпіністського руху в Одесі[39]. "Праведник народів світу".
- Донька: Шевальова Тетяна Євгенівна (1913—2005) — архітектор, працювала в Одеському  інституті "Діпромісто".
- Донька: Щевальова Тамара Євгенівна (1917—1993) — філолог, вивчала французьку літературу.